# 多德-贝克威思扩环反应
多德-贝克威思扩环反应（Dowd–Beckwith ring expansion reaction）指环状β-酮酯经过α-卤烷基取代中间体，得到环扩大产物。 
反应为自由基机理，自由基引发剂体系为偶氮二异丁腈和三丁基锡烷。原料环状β-酮酯可通过狄克曼缩合反应合成。底物通过此反应可在环中增加1－4个碳原子。
反应的最初版本是环己酮-2-羧酸乙酯用氢化钠处理产生的烯醇负离子，对1,4-二碘丁烷行亲核脂肪取代，生成α-碘丁基取代物，然后再用AIBN/Bu3SnH处理，得环癸酮-6-羧酸乙酯及碘丁基取代物被还原得到的副产物。

## 反应机理
反应中扩环一步的机理见图。首先引发剂偶氮二異丁腈热分解产生自由基，该自由基从三丁基氢化锡夺氢，产生三丁基锡自由基。三丁基锡自由基接下来再夺取卤代物的卤原子，生成烷基自由基。烷基自由基对羰基进行进攻，生成双环的羰自由基中间体。该中间体然后发生重排，同时扩环，得到一个酯基α-位的自由基。它最后从三丁基锡烷夺取质子，生成产物，并再生三丁基锡自由基。

## 副反应
此反应的一个副反应为卤烷基酮酯被还原为烷基酮酯。实验表明反应中的烷基自由基更容易接近分子内的酮基时，该副产物的比例也相应减小。
使用氘的同位素实验证明反应中有1,5-氢转移发生。此外，烷基自由基也可对酯羰基进行进攻，不过此反应的活化能较高。